# Beta Vukanović
Beta Vukanović, de domo Bachmeyer (ur. 18 kwietnia 1872 w Bambergu, zm. 31 października 1972 w Belgradzie) – serbska malarka i karykaturzystka niemieckiego pochodzenia.

## Życiorys
Urodziła się 18 kwietnia 1872 roku w Bambergu jako Babette Bachmeyer. Była córką Augusta Bachmeyera. Studiowała malarstwo w monachijskiej Szkole Rzemiosła Artystycznego i w szkole Antona Ažbe, w której poznała znaczenie malarstwa plenerowego, choć skupiła się na malowaniu portretów. W 1897 roku wyjechała do Paryża, gdzie kontynuowała studia malarskie w pracowni Auguste’a Josepha Delécluse’a i zaczęła eksperymentować w swojej twórczości.

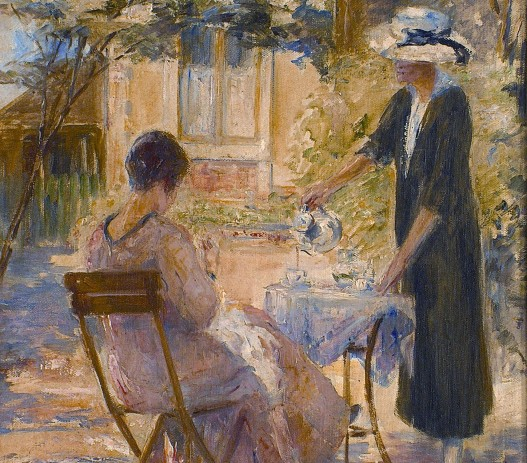
Fragment obrazu Letnji dan autorstwa Vukanović

W 1898 roku przyjechała do Belgradu, w którym spędziła większość życia. Jej prace nabrały impresjonistycznego charakteru. Należała do założycieli lokalnej grupy artystycznej Lada. W 1900 roku, wraz z mężem, malarzem Ristą Vukanoviciem, założyła we własnym domu szkołę malarską, która była pierwszą niezależną szkołą artystyczną w Belgradzie i jedną z pierwszych placówek tego typu na terenie Serbii. Studentami mogli zostać nie tylko mężczyźni, ale i kobiety. Po kilku latach, z pomocą artystów Dorde Jovanovicia i Marka Murata, szkoła przeniosła się do nowej siedziby oraz zaczęła funkcjonować pod nową nazwą. Beta uczyła studentki, a Rista, Jovanović i Murat prowadzili zajęcia dla studentów. Szkołę zamknięto z wybuchem I wojny światowej i śmiercią Risty.
Po wojnie malarstwo Vukanović stało się bardziej realistyczne. Stworzyła wiele pejzaży przedstawiających serbski krajobraz i portretów. Dalej nauczała malarstwa, wychowując pokolenie serbskich artystek. Wśród jej wychowanek były Vidosava Kovačević, Ljubica Sokić i Natalija Cvetković.
Vukanović dała początek serbskiej karykaturze artystycznej, pozostawiając po sobie około 500 humorystycznych portretów postaci z kręgów towarzyskich Belgradu.
Zmarła 31 października 1972 roku w Belgradzie w wieku stu lat.